# Graziano Gasparre
Graziano Gasparre (né le 27 juin 1978 à Codogno, dans la province de Lodi, en Lombardie) est un coureur cycliste italien, professionnel de 2001 à 2009.

## Biographie
En 2000, Graziano Gasparre gagne le championnat d'Europe sur route espoirs, le Tour des régions italiennes et la Ronde de l'Isard d'Ariège. Il devient professionnel l'année suivante au sein de l'équipe Mapei. Il est vainqueur d'étape du Tour de l'Avenir 2001 et du Circuit des Mines en 2002. En 2003 et 2004, il est membre de l'équipe De Nardi. En 2006, il rejoint l'équipe Amore & Vita, avec laquelle il court jusqu'à la fin de sa carrière, en 2009.
En novembre 2012, il est opéré d'une tumeur et déclare au journal La Gazzetta dello Sport : « Si aujourd'hui, je suis frappé par ce grave problème de santé, c'est en grande partie à cause du dopage. Pendant de nombreuses années, pour se maintenir à un certain niveau, je devais adhérer au système, ce qui m'a valu de ruiner ma santé et pas seulement cela,. »

## Palmarès
- 1999
  - Gran Premio Montanino
  - 2e du Gran Premio Colli Rovescalesi
  - 3e du Triptyque ardennais
  - 3e du Trofeo Alcide Degasperi
- 2000
  -  Champion d'Europe sur route espoirs
  - Tour des régions italiennes :
    - Classement général
    - 3e étape

  - Trofeo L'Eco del Chisone
  - Ronde de l'Isard :
    - Classement général
    - 2e et 3e étapes

  - Trophée MP Filtri
  - 2e du Gran Premio della Liberazione
  - 8e du championnat du monde sur route espoirs
- 2001
  - 9e étape du Tour de l'Avenir
- 2002
  - 2e étape du Circuit des Mines
- 2004
  - 1rea étape de la Semaine internationale Coppi et Bartali
- 2006
  - 4e étape de la Semaine cycliste lombarde
  - 3e de la Semaine cycliste lombarde

## Classements mondiaux
| Année           | 2006 |
| --------------- | ---- |
| UCI Europe Tour | 381e |